# Ge mig en kaka till kaffet
Ge mig en kaka till kaffet är en svenskspråkig sång som Thomas G:son skrev och som Östen med Resten sjöng i den svenska Melodifestivalen 2006, där de dock inte nådde finalen. Sångtexten hyllar det "enkla" i livet, som att få en kaka till kaffet, få uppleva att Zlatan gör mål på straff eller att få se då skymningen faller. Den 16 april 2006 gjordes ett försök att få in melodin på listan på Svensktoppen , som dock misslyckades .